# Brossaire
|  | No s'ha de confondre amb Escombraire. |

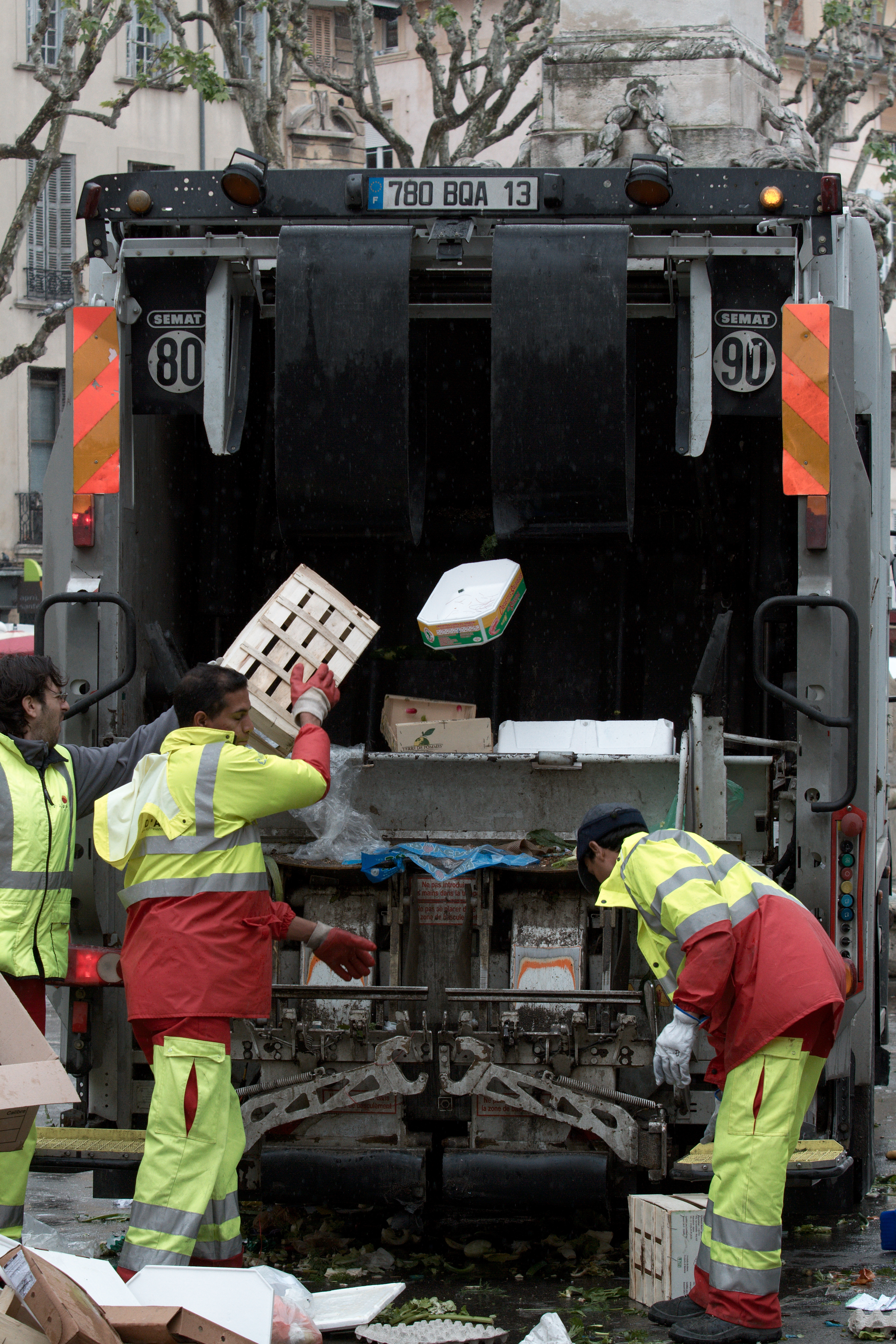
Recol·lectors d'escombraries a Ais de Provença

Un brossaire  també conegut com a escombriaire, femater o agent de neteja dels carrers, és una persona ocupada per l'autoritat municipal o una empresa privada per recollir les escombraries, i fins i tot anar a portar-les al seu punt de reprocessament (un abocador, una incineradora o un Centre de Reciclatge).

## Condicions de treball
Els recol·lectors d'escombraries estan constantment exposats al trànsit per carretera i, per tant, a usuaris de la carretera. En alguns països (França per exemple), la legislació obliga als brossaires a portar una armilla d'alta visibilitat i un equipament amb bandes reflectors.
Per evitar el contacte amb els mateixos residus, l'ús de guants és comú, fins i tot amb caràcter obligatori d'acord amb cada país.
En matèria de residus, fins i tot els recol·lectors d'escombraries estan obligats a portar càrregues pesades, encara que amb l'aparició dels contenidors d'escombraries amb rodes s'ha simplificat considerablement el treball d'aquestes persones.
Segons el lloc, la recollida es pot fer al matí, a la tarda o durant la nit.
Fins a mitjans del passat segle XX els escombriaires, igual que persones d'altres oficis, passaven a felicitar el Nadal per les cases, lliurant una targeta de felicitació, a canvi de la qual demanaven una propina o petita gratificació que anomenaven "El Aguinaldo".